# Icapuí
Icapuí é um município brasileiro, sendo a cidade mais oriental do estado brasileiro do Ceará. Sua população estimada em 2022 é de 21.400 habitantes.
O litoral de Icapuí está conurbado com o litoral de Tibau no Rio Grande do Norte. A Praia do Retiro, é conhecida por um fenômeno natural único no país: pequenas nascentes de água doce em meio a praia de água salgada e no meio do próprio oceano.
A partir de Fortaleza o acesso ao município pode ser feito por via terrestre através da rodovia Fortaleza/Aracati (CE-040) e a CE-261; ou via a BR-116, até Boqueirão do Cesário (BR-304) e CE-261. As demais vilas, lugarejos, sítios e fazendas são acessíveis (com franco acesso durante todo o ano) através de estradas estaduais, asfaltadas ou carroçáveis.

## Etimologia
O topônimo Icapuí vem do Tupi Igarapuí (ygara: canoa, puí: rápida, veloz) e significa canoa ligeira. Sua denominação original era Caiçara que significa cerca de galhos, que protegia as tribos de índios e desde 1943, Icapuí.

## História
A zona litorânea a leste do rio Jaguaribe era habitada pelos Potyguara, antes da chegada dos portugueses no século XVII.
Esta antiga aldeia, tão bem protegida pela vegetação litoral, tornou-se um centro urbano a partir da segunda metade do século XX, devido a diversos processos políticos, econômicos e demográficos.

## Aspectos socioeconômicos

### População
A maior concentração populacional encontra-se na zona litorânea. A sede do município dispõe de abastecimento de água, fornecimento de energia elétrica, serviço telefônico, agência de correios e telégrafos, serviço bancário, hospitais, hotéis e ensino de 1° e 2° graus.

### Economia
É uma cidade cercada por coqueirais e sempre teve na pesca de lagosta sua principal atividade econômica. Com a escassez da pesca devido à grande exploração do mar, o município viu-se obrigada a investir em outras atividades.
Ganharam espaço a extração de caju, côco-da-bahia, cana-de-açúcar, mandioca, milho, feijão e aspargo. Existem ainda três indústrias de produtos alimentares.
Desde o início da exploração do sal marinho até 2002, apenas 40% da área original do manguezal resistiu. A carcinocultura também tem causado grande impacto ambiental nas áreas de manguezal.

### Indústria petrolífera
Os poços de petróleo de Icapuí, localizados nos campos da Fazenda Belém, tiveram suas operação iniciada pela Petrobras em 1996, com previsão para término em 2026. O petróleo destina-se à empresa Lubrificantes e Derivados de Petróleo do Nordeste (LUBNOR), em Fortaleza. Em 2022 foi concluído o processo de privatização dos campos, adquiridos pela Brava Energia.
Foram detectados 61 tipos de resíduos nos campos, inclusive perigosos, como borra oleosa e o solo contaminado com petróleo e /ou derivados.

### Esportes
Considerada uma das melhores cidades para a pratica do kitesurf, esporte bastante popular na cidade, principalmente na praia de Tremembé.
Também se destaca no taekwondo, com premiações internacionais e participações na equipe estadual.

### Educação
Conta com 15 escolas municipais, que ofertam educação infantil e ensino fundamental, e 2 escolas estaduais, a Escola de Ensino Médio Prof. Gabriel Epifâno dos Reis e a Escola Estadual de Educação Profissional Jaime da Cunha Rebouças, sendo estas últimas vinculadas à CREDE-10 Russas.
A Escola Profissional de Icapuí oferta aos munícipes os cursos técnicos integrados ao ensino médico de Administração, Agronegócio, Desenvolvimento de Sistemas e Guia de Turismo.

### Ecoturismo
A área é palco de uma variedade de paisagens naturais, tais como dunas, falésias, lagoas, rios e mangues. Essa variedade permite ao turista contemplar um geodiversidade ímpar, onde a prática do geoturismo pode ser realizada. Acredita-se que essa atividade, se bem orientada, pode contribuir para a proteção do patrimônio geológico, e sua consequente preservação.

## Geografia

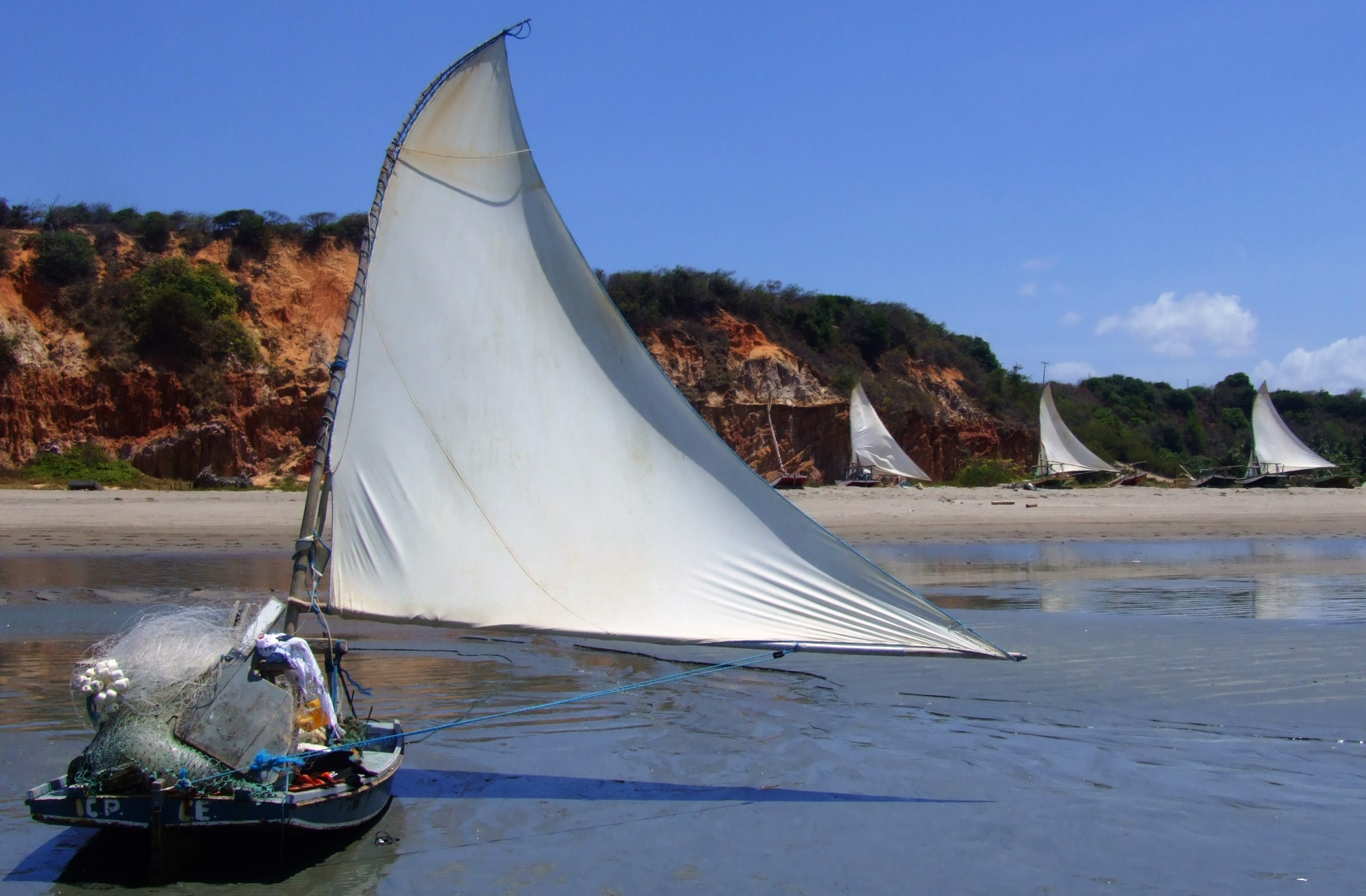
Área de Proteção Ambiental do Manguezal da Barra Grande

### Subdivisão
O município é dividido em três distritos: Icapuí (sede), Ibicuitaba e Manibu.

### Praias[19]
- Ponta Grossa
- Retiro Grande
- Redonda
- Peroba
- Picos
- Barreiras
- Barrinha de Mutamba
- Requenguela
- Barra Grande
- Icapuí
- Praia de Quitérias
- Ibicuitaba
- Tremembé
- Arrombado ou Cuipiranga
- Manibú
- Barrinha de Manibú

### Hidrografia e recursos hídricos
As principais fontes de água fazem parte da bacia do Baixo Jaguaribe. Outras fontes são os córregos do Manguinho e da Mata Fresca. Não existem açudes de Grande porte.

### Relevo e solos
As terras compõem-se de dunas móveis e fixas e de tabuleiros pré-litorâneos, com elevações inferiores a 100 metros acima do nível do mar (Morro do Timbaú). Os solos da região são de areias quartzosas distróficas e latossolos.

### Vegetação
A vegetação é variada: gramíneas e ervas, floresta de dunas, caatinga mista, mata serrana e espécies próprias nos tabuleiros.

### Clima
O município está incluído na área geográfica de abrangência do clima semiárido brasileiro, definida pelo Ministério da Integração Nacional em 2005.  Esta delimitação tem como critérios o índice pluviométrico, o índice de aridez e o risco de seca, tem seu período chuvoso de Fevereiro a Maio.
| Dados climatológicos para Icapuí | Dados climatológicos para Icapuí | Dados climatológicos para Icapuí | Dados climatológicos para Icapuí | Dados climatológicos para Icapuí | Dados climatológicos para Icapuí | Dados climatológicos para Icapuí | Dados climatológicos para Icapuí | Dados climatológicos para Icapuí | Dados climatológicos para Icapuí | Dados climatológicos para Icapuí | Dados climatológicos para Icapuí | Dados climatológicos para Icapuí | Dados climatológicos para Icapuí |
| Mês                              | Jan                              | Fev                              | Mar                              | Abr                              | Mai                              | Jun                              | Jul                              | Ago                              | Set                              | Out                              | Nov                              | Dez                              | Ano                              |
| -------------------------------- | -------------------------------- | -------------------------------- | -------------------------------- | -------------------------------- | -------------------------------- | -------------------------------- | -------------------------------- | -------------------------------- | -------------------------------- | -------------------------------- | -------------------------------- | -------------------------------- | -------------------------------- |
| Temperatura máxima média (°C)    | 32,8                             | 32,2                             | 30,7                             | 31,5                             | 31,3                             | 31                               | 31,4                             | 32,2                             | 32,7                             | 33                               | 33                               | 32,9                             | 32,1                             |
| Temperatura média (°C)           | 28,2                             | 27,8                             | 27                               | 27,3                             | 26,9                             | 26,4                             | 26,4                             | 26,8                             | 27,4                             | 27,8                             | 28,1                             | 28,1                             | 27,4                             |
| Temperatura mínima média (°C)    | 23,6                             | 23,4                             | 23,4                             | 23,1                             | 22,6                             | 21,8                             | 21,4                             | 21,4                             | 22,1                             | 22,7                             | 23,3                             | 23,3                             | 22,5                             |
| Precipitação (mm)                | 70                               | 132                              | 229                              | 238                              | 137                              | 56                               | 24                               | 10                               | 8                                | 3                                | 5                                | 18                               | 930                              |
| Fonte: Climate Data.             |                                  |                                  |                                  |                                  |                                  |                                  |                                  |                                  |                                  |                                  |                                  |                                  |                                  |

| Dados climatológicos para Icapuí (Ibicuitaba) | Dados climatológicos para Icapuí (Ibicuitaba) | Dados climatológicos para Icapuí (Ibicuitaba) | Dados climatológicos para Icapuí (Ibicuitaba) | Dados climatológicos para Icapuí (Ibicuitaba) | Dados climatológicos para Icapuí (Ibicuitaba) | Dados climatológicos para Icapuí (Ibicuitaba) | Dados climatológicos para Icapuí (Ibicuitaba) | Dados climatológicos para Icapuí (Ibicuitaba) | Dados climatológicos para Icapuí (Ibicuitaba) | Dados climatológicos para Icapuí (Ibicuitaba) | Dados climatológicos para Icapuí (Ibicuitaba) | Dados climatológicos para Icapuí (Ibicuitaba) | Dados climatológicos para Icapuí (Ibicuitaba) |
| Mês                                           | Jan                                           | Fev                                           | Mar                                           | Abr                                           | Mai                                           | Jun                                           | Jul                                           | Ago                                           | Set                                           | Out                                           | Nov                                           | Dez                                           | Ano                                           |
| --------------------------------------------- | --------------------------------------------- | --------------------------------------------- | --------------------------------------------- | --------------------------------------------- | --------------------------------------------- | --------------------------------------------- | --------------------------------------------- | --------------------------------------------- | --------------------------------------------- | --------------------------------------------- | --------------------------------------------- | --------------------------------------------- | --------------------------------------------- |
| Temperatura máxima média (°C)                 | 32,8                                          | 32,1                                          | 30,8                                          | 31,5                                          | 31,3                                          | 31                                            | 31,4                                          | 32,1                                          | 32,6                                          | 32,9                                          | 33                                            | 32,8                                          | 32                                            |
| Temperatura média (°C)                        | 28,2                                          | 27,7                                          | 27                                            | 27,3                                          | 26,9                                          | 26,4                                          | 26,4                                          | 26,7                                          | 27,3                                          | 27,8                                          | 28,1                                          | 28                                            | 27,3                                          |
| Temperatura mínima média (°C)                 | 23,6                                          | 23,4                                          | 23,3                                          | 23,1                                          | 22,6                                          | 21,8                                          | 21,4                                          | 21,3                                          | 22,1                                          | 22,7                                          | 23,3                                          | 23,3                                          | 22,7                                          |
| Precipitação (mm)                             | 71                                            | 129                                           | 222                                           | 240                                           | 135                                           | 54                                            | 22                                            | 8                                             | 8                                             | 3                                             | 5                                             | 16                                            | 913                                           |
| Fonte: Climate Data.                          |                                               |                                               |                                               |                                               |                                               |                                               |                                               |                                               |                                               |                                               |                                               |                                               |                                               |

| Dados climatológicos para Icapuí (Manibu) | Dados climatológicos para Icapuí (Manibu) | Dados climatológicos para Icapuí (Manibu) | Dados climatológicos para Icapuí (Manibu) | Dados climatológicos para Icapuí (Manibu) | Dados climatológicos para Icapuí (Manibu) | Dados climatológicos para Icapuí (Manibu) | Dados climatológicos para Icapuí (Manibu) | Dados climatológicos para Icapuí (Manibu) | Dados climatológicos para Icapuí (Manibu) | Dados climatológicos para Icapuí (Manibu) | Dados climatológicos para Icapuí (Manibu) | Dados climatológicos para Icapuí (Manibu) | Dados climatológicos para Icapuí (Manibu) |
| Mês                                       | Jan                                       | Fev                                       | Mar                                       | Abr                                       | Mai                                       | Jun                                       | Jul                                       | Ago                                       | Set                                       | Out                                       | Nov                                       | Dez                                       | Ano                                       |
| ----------------------------------------- | ----------------------------------------- | ----------------------------------------- | ----------------------------------------- | ----------------------------------------- | ----------------------------------------- | ----------------------------------------- | ----------------------------------------- | ----------------------------------------- | ----------------------------------------- | ----------------------------------------- | ----------------------------------------- | ----------------------------------------- | ----------------------------------------- |
| Temperatura máxima média (°C)             | 32,8                                      | 32,3                                      | 31                                        | 31,6                                      | 31,3                                      | 31                                        | 31,4                                      | 32,2                                      | 32,7                                      | 33                                        | 33,1                                      | 32,9                                      | 32,1                                      |
| Temperatura média (°C)                    | 28,1                                      | 27,9                                      | 27,2                                      | 27,3                                      | 26,9                                      | 26,4                                      | 26,3                                      | 26,8                                      | 27,4                                      | 27,8                                      | 28,2                                      | 28                                        | 27,4                                      |
| Temperatura mínima média (°C)             | 23,5                                      | 23,5                                      | 23,4                                      | 23,1                                      | 22,6                                      | 21,8                                      | 21,3                                      | 21,4                                      | 22,1                                      | 22,7                                      | 23,3                                      | 23,2                                      | 22,7                                      |
| Precipitação (mm)                         | 72                                        | 123                                       | 208                                       | 241                                       | 128                                       | 48                                        | 19                                        | 7                                         | 7                                         | 3                                         | 4                                         | 14                                        | 874                                       |
| Fonte: Climate Data.                      |                                           |                                           |                                           |                                           |                                           |                                           |                                           |                                           |                                           |                                           |                                           |                                           |                                           |

## Geodiversidade

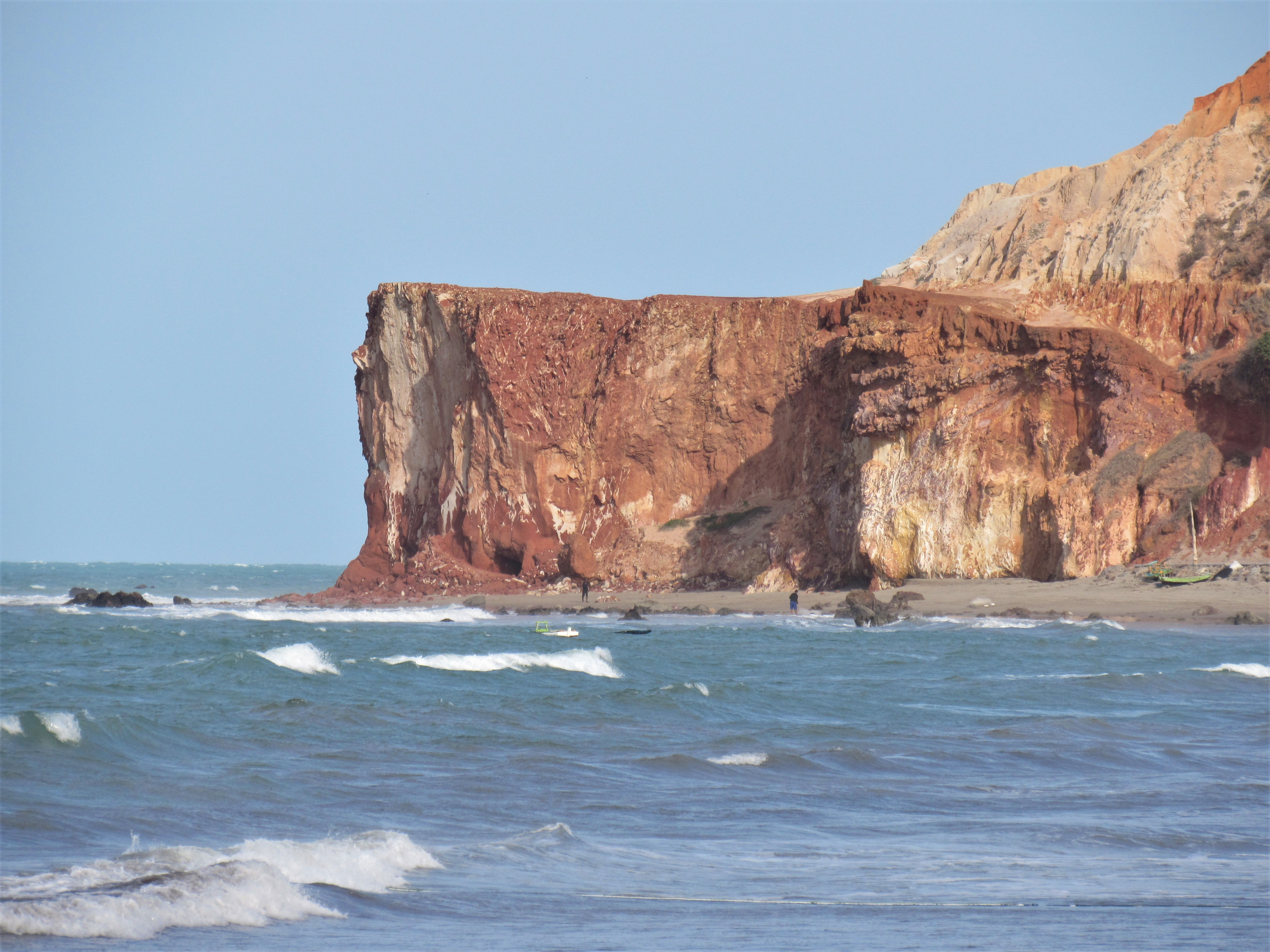
Falésias da Formação Barreiras na praia de Redonda

### Falésias

#### Estratigrafia
Em algumas regiões da praia de Icapuí são encontradas falésias várias formações geológicas. Por vezes, afloram calcários da Formação Jandaíra na sua base, capeada por três estratos de rochas clásticas pertencentes às formações Barreiras, Tibau e Potengi.

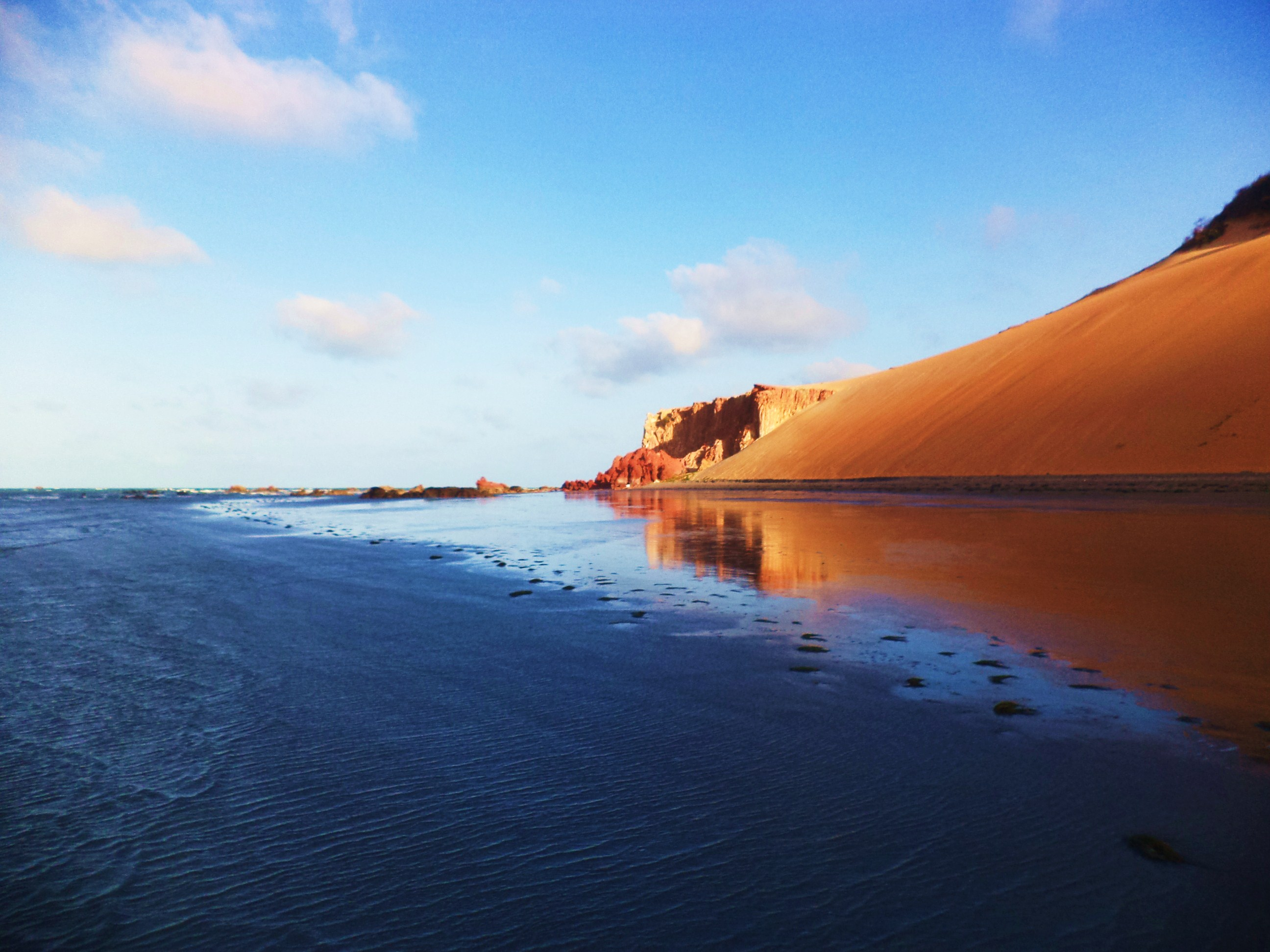
Encontro da duna com o mar na praia de Ponta Grossa

#### Geologia estrutural
A estrutura das falésias apresenta dois contextos: estratos horizontalizados e não deformados, e camadas deformadas por tectônica. É observado falhamento normal de direção 20ºN Az entre as localidades de Ponta Grossa e Redonda, resultante de uma distenção tectônica na direção leste-oeste. Em Vila Nova, ocorrem dobras suaves com eixos mergulhando para sudoeste.